# Șagu
Șagu is een Roemeense gemeente in het district Arad.
Șagu telt 4009 inwoners.